# Anthony Laffor
Anthony Snoti Laffor,  né le 17 février 1985 à Monrovia (Liberia), est un footballeur international libérien.

## Biographie
Il reçoit sa première sélection en équipe du Liberia lors de l'année 2003.
Il inscrit plus de 50 buts dans le championnat sud-africain.

## Carrière
- 2002 : LISC ( Liberia)
- 2003-2004 : Ashanti Gold ( Ghana)
- 2005 : LISC ( Liberia)
- 2005-2008 : Jomo Cosmos ( Afrique du Sud)
- 2008-2012 : SuperSport United ( Afrique du Sud)
- 2012-2020 : Mamelodi Sundowns ( Afrique du Sud)
- 2021 : Chippa United ( Afrique du Sud)

## Palmarès

### En club
| SuperSport United - Championnat d'Afrique du Sud - Champion en 2009 et 2010 |  | Mamelodi Sundowns - Championnat d'Afrique du Sud - Champion en 2014, 2016, 2018, 2019 et 2020 - Coupe d'Afrique du Sud - Vainqueur en 2015 (en) - Coupe de la Ligue sud-africaine - Vainqueur en 2015 - Ligue des champions de la CAF - Vainqueur en 2016 |  | Chippa United - Coupe d'Afrique du Sud - Vainqueur en 2021 (en) |